# Distrito de Wodzisław
El distrito de Wodzisław, también conocido como el powiat wodzisławski, es un powiat polaco situado al sudoeste del voivodato de Silesia que fue creado en 1999 con motivo de la reforma administrativa. Su sede administrativa y ciudad más populosa es la ciudad de Vladislavia Silesiana (Wodzisław Śląski).
En 2016, según la Oficina Central de Estadística polaca, el distrito tenía una superficie de 286,75 km² y una población de 157 831 habitantes.

## División administrativa
El distrito está dividido en 9 municipios (gmina):
Municipio urbano:
- Vladislavia Silesiana (Wodzisław Ślaski)
- Rydułtowy
- Radlin
- Pszów

Municipios rurales:
- Gmina Gorzyce
- Gmina Marklowice
- Gmina Lubomia
- Gmina Godów
- Gmina Mszana